# قائمة أشخاص أعدموا حرقا بتهمة الهرطقة
تضم هذه القائمة أشخاصًا أُحرقوا على أيدي أتباع ديانات مختلفة بعد إدانتهم بالهرطقة. لا بد أن نراعي أن بعض من أعدموا حرقًا بتهمة الهرطقة كان إعدامهم في الحقيقة ذا خلفية سياسية، كالشاعر الألماني كيرينيوس كولمان والقائد جاك دي مولاي، الأستاذ الأكبر لفرسان الهيكل. في أوروبا المسيحية في العصور الوسطى. كان الحكم بالإعدام حرقًا يصدر من الكنيسة، غير أن المحكوم عليه كان يسلم إلى السلطات المدنية لتنفيذ الحكم فيه؛ إذ كان رجال الدين ممنوعين بحكم القانون الديني من تنفيذ أحكام الإعدام.

## الكنيسة الكاثوليكية
- توماس كرانمر
- القديسة جان دارك
- جوردانو برونو
- جيرولامو سافونارولا
- ماريا باربارا كاريو
- ويليام تيندال
- يان هوس

## الكنيسة الكلفنية
- ميغيل سيرفيت